# Драга Петровић
Драга Петровић (Краљево, 15. октобар 1871 – Охрид, 13. октобар 1938) била је српска добротворка.

## Биографија
Драга Петровић је рођена 15. октобра 1871. године у Краљеву, у породици бојаџије и трговца Хаџи Јосифа Алексића и мајке Анђелије. Алексићи су имали једанаесторо деце. Драгина старија сестра Босиљка удала се 1884. године за проту Саватија Божића. Недуго затим Драга се удала за протојереја Станка Петровића. Са супругом се преселила у село Грошница код Крагујевца, где је њен супруг добио службу. У овом селу живела је и 1912. године, у време почетка Балканских ратова. Драга је испрва помагала постојећа хуманитарна друштва и болнице, а онда је основала Друштво милосрђа, које је током Првог светског рата бринуло о рањеницима и ратним сирочићима.
Драга је са супругом прешла у Охрид 1921. године, након што је он био постављен за окружног протојереја у овом граду. Драга се по доласку у Охрид придружила Женској подружини Св. Климента. Убрзо је постала и председница ове подружине, захваљујући својој преданости хуманитарном раду. Отворила је у Охриду Радничку школу Женске подружине, која је првобитно била смештена у оронулој кући, недалеко од цркве Св. Софије. Међутим, Драга није одустајала од своје намере да за ову школу подигне посебну зграду. Ова жеља јој се остварила када је почетком тридесетих година била подигнута наменска зграда у старом делу Охрида.
Драга Петровић је током готово две деценије које је провела у Охриду осмишљавала и реализовала различите културно-образовне програме за прикупљање новчаних средстава. Приређивала је духовне концерте и посела у Охриду и другим градовима, држала бројна предавања, организовала продају календара, слика и књига. Формирала је Девојачки црквени хор у цркви Светог Климента, са којим је путовала од Охрида до Новог Сада, прибављајући средства за подизање Дома за Подружину. Драга је често одлазила и у Београд, где је упућивала молбе надлежном министарству да пошаљу макар једну наставницу за Радничку школу Женске подружине у Охриду, где је Драга често морала да својим ученицама предаје и по неколико предмета.
Захваљујући свом хуманитарном раду уживала је велики углед у Охриду. Важила је за великог патриоту и побожну жену. Помоћ је пружала сиромашнима и православне и муслиманске вероисповести, а уз благослов епископа Николаја Велимировића сваке суботе је сиромашнима делила бесплатну храну испред цркве Светог Климента. Била је и чланица Друштва Светог Саве, у ком је често покушавала да издејствује стипендије за ученике, а за оне који су завршили школовање је проналазила посао. Помагала је и напуштеним дечацима, проналазећи им мајстора код кога би могли да изуче занат. Краљ Александар је Драгу одликовао орденом Св. Саве III степена, а Друштво Светог Саве је одликовало Светосавском медаљом. У Охриду је била проглашена за почасну грађанку, а једна улица је понела њено име.
Драга Петровић је преминула у Охриду 13. октобра 1938. године. По њеној жељи њени посмртни остаци су пренети у Краљево и сахрањени су у гробници њеног супруга. Непосредно пред смрт, 8. августа 1938. године завештала је Друштву Светог Саве 100.000 динара за оснивање Фонда покојног проте Станка М. Петорвића и његове супруге Драге. Овај фонд је био намењен за стипендирање одличних и врло добрих ђака у православној Богословији. Новац је завештала и другим добротворним друштвима: Друштву милосрђа 8.000 динара, а значајне суме новаца наменила је Женском београдском друштву, Колу српских сестара, Слепим девојкама, удовицама изгинулих и преминулих свештеника, Слепима у Земуну, глувонемој деци у Београду и подружинама у унутрашњости, међу којима и краљевачком пододбору Друштва Госпође кнегиње Љубице.